# Dobro dziecka
Dobro dziecka (nadrzędny interes dziecka) – w prawie, etyce i pedagogice zespół interesów, wartości i standardów wiążących się z całościowym i harmonijnym rozwojem dziecka we wszystkich obszarach: fizycznym, emocjonalnym, społecznym i poznawczym  . 
Dobro dziecka często wiązane jest z określonymi prawami dziecka i ma być realizowane przez rodziców oraz instytucje publiczne. 

## Prawo

### Prawo międzynarodowe
Dobro dziecka (czy nadrzędny interes dziecka) jest naczelną zasadą Konwencji o prawach dziecka. Zgodnie z art. 3 tej konwencji we wszystkich działaniach dotyczących dzieci, podejmowanych przez publiczne lub prywatne instytucje opieki społecznej, sądy, władze administracyjne lub ciała ustawodawcze, sprawą nadrzędną będzie najlepsza ochrona interesów dziecka. Strony konwencji działają na rzecz zapewnienia dziecku ochrony i opieki w takim stopniu, w jakim jest to niezbędne dla jego dobra, biorąc pod uwagę prawa i obowiązki jego rodziców, opiekunów prawnych lub innych osób prawnie za nie odpowiedzialnych, i w tym celu będą podejmowały wszelkie właściwe kroki ustawodawcze oraz administracyjne. Państwa są zobowiązane czuwać, aby instytucje, służby oraz inne jednostki odpowiedzialne za opiekę lub ochronę dzieci dostosowały się do norm ustanowionych przez kompetentne władze, w szczególności w dziedzinach bezpieczeństwa zdrowia, jak również dotyczących właściwego doboru kadr tych instytucji oraz odpowiedniego nadzoru. Konwencja nakłada więc na państwa będące jej stronami obowiązek uznania dobra dziecka za dobro preferowane w stosunku do innych dóbr i interesów osób fizycznych i prawnych.
Dobro dziecka jest również gwarantowane przez inne akty prawa międzynarodowego. W Karcie praw podstawowych Unii Europejskiej (art. 24) dzieci mają prawo do ochrony i opieki, jaka jest niezbędna dla ich dobra). Europejska konwencja o przysposobieniu dzieci uznaje, że dobro przysposabianego dziecka ma mieć charakter nadrzędny.

### Prawo polskie
W polskim prawie dobro dziecka nie posiada definicji legalnej. Zasadę dobra dziecka pojmuje się jako nakaz działania w jego najlepiej pojętym interesie.
Zasada dobra dziecka ma charakter konstytucyjny. Zgodnie z art. 72 Konstytucji RP Rzeczpospolita Polska zapewnia ochronę praw dziecka, a każdy ma prawo żądać od organów władzy publicznej ochrony dziecka przed przemocą, okrucieństwem, wyzyskiem i demoralizacją. Dziecko pozbawione opieki rodzicielskiej ma prawo do opieki i pomocy władz publicznych. Na podstawie tego artykułu konstytucji powołuje się też Rzecznika Praw Dziecka, którego wszystkie podejmowane działania mają służyć zagwarantowaniu dobra dziecka . 
Zasada dobra dziecka jest jedną z naczelnych zasad kodeksu rodzinnego i opiekuńczego, regulując sposób sprawowania władzy rodzicielskiej (art. 95 § 3 k.r.o., że władza rodzicielska powinna być wykonywana zgodnie z dobrem dziecka i interesem społecznym), oraz kierowania się dobrem dziecka w przypadku adopcji czy rozwiązywania małżeństwa.
Oprócz ustaw z zakresu prawa rodzinnego zasada ta pojawia się też w ustawach: prawo o aktach stanu cywilnego, kodeksie cywilnym i Kodeksie postępowania cywilnego.

## Pedagogika
W naukach pedagogicznych dobrem dziecka nazywa się to, co służy jego rozwojowi, jest pożyteczne . Dobro dziecka jest zasadą deklarowaną zarówno przez rodziców, jak i przez instytucje pedagogiczno-oświatowe. Jest również deklarowane w podstawach programowych. 